# Superliga de Colombia 2012
La Superliga de Colombia 2012 (oficialmente y por motivos de patrocinio, Superliga Postobón de Campeones 2012) fue la primera edición (1a) del torneo oficial de fútbol colombiano, que enfrentó al campeón del Torneo Apertura 2011, Atlético Nacional, y al campeón del Torneo Finalización 2011, Junior de Barranquilla.

## Sistema de juego
La Superliga de Colombia se disputa a dos enfrentamientos directos de ida y vuelta, entre los dos campeones de los torneos de liga organizados en el año inmediatamente anterior. El equipo que haya tenido más puntos en la tabla de reclasificación 2011, en este caso Atlético Nacional, juega el partido de ida como visitante y el encuentro de vuelta en condición de local.
El equipo que tras los dos enfrentamientos finalice con más puntaje, es coronado como campeón. En caso de que terminen con la misma cantidad de puntos, el desempate se hace mediante la diferencia de goles, siendo campeón el de mejor diferencia. Si el empate persiste, el campeón se define mediante los tiros desde el punto penalti.

## Llave
| Bandera del departamento de Antioquia | vs. | Bandera del Departamento del Atlántico |
| ------------------------------------- | --- | -------------------------------------- |
| Atlético Nacional 3 6                 | vs. | Junior 1 0 1                           |

## Participantes
| Atlético Nacional         | Junior                                 |
| ------------------------- | -------------------------------------- |
| Estadio Atanasio Girardot | Estadio Metropolitano Roberto Meléndez |
| Capacidad: 47.550         | Capacidad: 49.612                      |
|                           |                                        |
| Medellín                  | Barranquilla                           |

## Antecedentes
Atlético Nacional y Junior se enfrentaron en la primera Superliga de Campeones de Colombia con revancha favorable para "los verdes" después de aquel Torneo Finalización 2004 en la que «los tiburones» se proclamaron campeones en Medellín por definición de penales producto de un global 5-5 en la serie de aquella final donde el Junior de Barranquilla venció 3-0 como local y luego Nacional de Medellín remontó 5-2 en casa. Un clásico no regional, pero sí histórico entre grandes del FPC, a finales de la década de los 90, el conjunto antioqueño solía superar al Junior, tanto en Medellín como en el Metropolitano tanto que en 1999 lo derrotó cuatro veces. En 1993 durante el cuadrangular final de esa temporada los cuatro equipos participantes llegaron a la final con 5 puntos todos, siendo Nacional el líder por diferencia de goles seguido de Junior, Independiente Medellín y América de Cali en esa última fecha «los verdes» cayeron ante su rival de patio por 0-1 mientras que Junior vencía 3-2 al América finalizando los barranquilleros como campeones a los 89 minutos del partido cuando ya «los rojos» de Medellín eran casi campeones dejando a ambos equipos antioqueños sin el título de 1993.

## Partidos

### Ida
| 1          | Guardameta     | Sebastián Viera        |     |
| 22         | Defensa        | César Fawcett          |     |
| 13         | Defensa        | Iván Vélez             |     |
| 2          | Defensa        | Andrés Felipe González |     |
| 3          | Defensa        | Anselmo de Almeida     |     |
| 10         | Centrocampista | Giovanni Hernández     |     |
| 16         | Centrocampista | Vladimir Hernández     |     |
| 15         | Centrocampista | Luis Narváez           |     |
| 14         | Centrocampista | Wainer Caneda          | 55' |
| 27         | Delantero      | Luis Carlos Ruiz       | 71' |
| 11         | Delantero      | Luis Páez              | 55' |
| Entrenador | Entrenador     | José Eugenio Hernández |     |

| 32         | Guardameta     | Gastón Pezzuti      | 11' |
| 2          | Defensa        | Alexis Henríquez    |     |
| 16         | Defensa        | John Stefan Medina  |     |
| 6          | Defensa        | Juan David Valencia |     |
| 4          | Defensa        | Elkin Calle         |     |
| 13         | Centrocampista | Alexander Mejía     |     |
| 15         | Centrocampista | Jherson Córdoba     |     |
| 10         | Centrocampista | Macnelly Torres     | 85' |
| 18         | Delantero      | Avilés Hurtado      |     |
| 17         | Delantero      | Jefferson Duque     | 64' |
| 26         | Delantero      | John Pajoy          |     |
| Entrenador | Entrenador     | Juan Carlos Osorio  |     |

| 17 | DEF | Braynner García     | 55' |
| 8  | MED | Juan Gilberto Núñez | 55' |
| 25 | DEL | Víctor Cortés       | 71' |

| 34 | POR | Franco Armani    | 11' |
| 19 | DEF | Farid Díaz       | 64' |
| 20 | MED | Alejandro Bernal | 85' |

| Anotado | 80' | Anselmo de Almeida | 1-2 |

| Anotado | 43'   | Jefferson Duque        | 0-1 |
| Anotado | 50'   | Jefferson Duque        | 0-2 |
| Anotado | 90+1' | Andrés Felipe González | 1-3 |

| Amonestado | 13' | Luis Narváez    |
| Amonestado | 65' | Braynner García |
| Amonestado | 87' | Iván Vélez      |

| Otorgado · Otorgado otra vez · Expulsado | 54' 62' | Juan David Valencia |

| Árbitro             | Ramiro Suárez       |
| Árbitros asistentes | Rafael Rivas        |
| Árbitros asistentes | Cristian de la Cruz |
| Cuarto árbitro      | Ulises Arrieta      |

| 1          | Guardameta     | Sebastián Viera        |     |
| 22         | Defensa        | César Fawcett          |     |
| 13         | Defensa        | Iván Vélez             |     |
| 2          | Defensa        | Andrés Felipe González |     |
| 3          | Defensa        | Anselmo de Almeida     |     |
| 10         | Centrocampista | Giovanni Hernández     |     |
| 16         | Centrocampista | Vladimir Hernández     |     |
| 15         | Centrocampista | Luis Narváez           |     |
| 14         | Centrocampista | Wainer Caneda          | 55' |
| 27         | Delantero      | Luis Carlos Ruiz       | 71' |
| 11         | Delantero      | Luis Páez              | 55' |
| Entrenador | Entrenador     | José Eugenio Hernández |     |

| 32         | Guardameta     | Gastón Pezzuti      | 11' |
| 2          | Defensa        | Alexis Henríquez    |     |
| 16         | Defensa        | John Stefan Medina  |     |
| 6          | Defensa        | Juan David Valencia |     |
| 4          | Defensa        | Elkin Calle         |     |
| 13         | Centrocampista | Alexander Mejía     |     |
| 15         | Centrocampista | Jherson Córdoba     |     |
| 10         | Centrocampista | Macnelly Torres     | 85' |
| 18         | Delantero      | Avilés Hurtado      |     |
| 17         | Delantero      | Jefferson Duque     | 64' |
| 26         | Delantero      | John Pajoy          |     |
| Entrenador | Entrenador     | Juan Carlos Osorio  |     |

| 17 | DEF | Braynner García     | 55' |
| 8  | MED | Juan Gilberto Núñez | 55' |
| 25 | DEL | Víctor Cortés       | 71' |

| 34 | POR | Franco Armani    | 11' |
| 19 | DEF | Farid Díaz       | 64' |
| 20 | MED | Alejandro Bernal | 85' |

| Anotado | 80' | Anselmo de Almeida | 1-2 |

| Anotado | 43'   | Jefferson Duque        | 0-1 |
| Anotado | 50'   | Jefferson Duque        | 0-2 |
| Anotado | 90+1' | Andrés Felipe González | 1-3 |

| Amonestado | 13' | Luis Narváez    |
| Amonestado | 65' | Braynner García |
| Amonestado | 87' | Iván Vélez      |

| Otorgado · Otorgado otra vez · Expulsado | 54' 62' | Juan David Valencia |

| Árbitro             | Ramiro Suárez       |
| Árbitros asistentes | Rafael Rivas        |
| Árbitros asistentes | Cristian de la Cruz |
| Cuarto árbitro      | Ulises Arrieta      |

### Vuelta
| 1          | POR        | Cristian Bonilla   |     |
| 2          | DEF        | Alexis Henríquez   |     |
| 4          | DEF        | Elkin Calle        | 76' |
| 19         | DEF        | Farid Díaz         |     |
| 16         | DEF        | John Stefan Medina |     |
| 10         | MED        | Macnelly Torres    |     |
| 15         | MED        | Jherson Córdoba    | 59' |
| 13         | MED        | Alexander Mejía    |     |
| 18         | MED        | Avilés Hurtado     |     |
| 17         | DEL        | Jefferson Duque    | 59' |
| 26         | DEL        | John Pajoy         |     |
| Entrenador | Entrenador | Juan Carlos Osorio |     |

| 1          | POR        | Sebastián Viera        |     |
| 17         | DEF        | Braynner García        |     |
| 2          | DEF        | Andrés Felipe González |     |
| 3          | DEF        | Anselmo de Almeida     |     |
| 4          | DEF        | Héctor Quiñones        |     |
| 10         | MED        | Giovanni Hernández     | 70' |
| 16         | MED        | Vladimir Hernández     | 79' |
| 15         | MED        | Luis Narváez           |     |
| 8          | MED        | Juan Gilberto Núñez    | 76' |
| 14         | MED        | Luis Carlos Ruiz       |     |
| 11         | DEL        | Luis Páez              |     |
| Entrenador | Entrenador | José Eugenio Hernández |     |

| 20 | MED | Alejandro Bernal | 59' |
| 7  | DEL | Diego Álvarez    | 59' |
| 3  | DEF | Óscar Murillo    | 76' |

| 7  | MED | Michael Balanta | 70' |
| 11 | DEL | Luis Páez       | 76' |
| 19 | MED | Jossymar Gómez  | 79' |

| Anotado | 15' | John Pajoy      | 1-0 |
| Anotado | 56' | Jefferson Duque | 2-0 |
| Anotado | 78' | John Pajoy      | 3-0 |

| Amonestado | 28' | Elkin Calle |

| Amonestado | 4'  | Braynner García        |
| Amonestado | 40' | Luis Carlos Ruiz       |
| Amonestado | 48' | Andrés Felipe González |
| Amonestado | 80' | Luis Manuel Narváez    |

| Árbitro:            | Hernando Buitrago |
| Árbitros asistentes | Wilson Berrío     |
| Árbitros asistentes | Luzmila González  |
| Cuarto árbitro      | Francisco Peñuela |

| 1          | POR        | Cristian Bonilla   |     |
| 2          | DEF        | Alexis Henríquez   |     |
| 4          | DEF        | Elkin Calle        | 76' |
| 19         | DEF        | Farid Díaz         |     |
| 16         | DEF        | John Stefan Medina |     |
| 10         | MED        | Macnelly Torres    |     |
| 15         | MED        | Jherson Córdoba    | 59' |
| 13         | MED        | Alexander Mejía    |     |
| 18         | MED        | Avilés Hurtado     |     |
| 17         | DEL        | Jefferson Duque    | 59' |
| 26         | DEL        | John Pajoy         |     |
| Entrenador | Entrenador | Juan Carlos Osorio |     |

| 1          | POR        | Sebastián Viera        |     |
| 17         | DEF        | Braynner García        |     |
| 2          | DEF        | Andrés Felipe González |     |
| 3          | DEF        | Anselmo de Almeida     |     |
| 4          | DEF        | Héctor Quiñones        |     |
| 10         | MED        | Giovanni Hernández     | 70' |
| 16         | MED        | Vladimir Hernández     | 79' |
| 15         | MED        | Luis Narváez           |     |
| 8          | MED        | Juan Gilberto Núñez    | 76' |
| 14         | MED        | Luis Carlos Ruiz       |     |
| 11         | DEL        | Luis Páez              |     |
| Entrenador | Entrenador | José Eugenio Hernández |     |

| 20 | MED | Alejandro Bernal | 59' |
| 7  | DEL | Diego Álvarez    | 59' |
| 3  | DEF | Óscar Murillo    | 76' |

| 7  | MED | Michael Balanta | 70' |
| 11 | DEL | Luis Páez       | 76' |
| 19 | MED | Jossymar Gómez  | 79' |

| Anotado | 15' | John Pajoy      | 1-0 |
| Anotado | 56' | Jefferson Duque | 2-0 |
| Anotado | 78' | John Pajoy      | 3-0 |

| Amonestado | 28' | Elkin Calle |

| Amonestado | 4'  | Braynner García        |
| Amonestado | 40' | Luis Carlos Ruiz       |
| Amonestado | 48' | Andrés Felipe González |
| Amonestado | 80' | Luis Manuel Narváez    |

| Árbitro:            | Hernando Buitrago |
| Árbitros asistentes | Wilson Berrío     |
| Árbitros asistentes | Luzmila González  |
| Cuarto árbitro      | Francisco Peñuela |

|                                       |
| Bandera de Colombia                   |
| Campeón Atlético Nacional 1.er título |

## Goleadores
| Jugador            | Equipo            | Goles | Minutos jugados | Promedio minutos por gol |
| ------------------ | ----------------- | ----- | --------------- | ------------------------ |
| Jefferson Duque    | Atlético Nacional | 3     | 123             | 41                       |
| John Pajoy         | Atlético Nacional | 2     | 180             | 90'                      |
| Anselmo de Almeida | Junior            | 1     | 180             | 180'                     |
|                    |                   |       |                 |                          |